# Neugartheim-Ittlenheim

Neugartheim-Ittlenheim este o comună în departamentul Bas-Rhin, Franța. În 1 ianuarie 2022 avea o populație de 785 de locuitori.